# Jonas Ideström
Jonas Ideström, född 11 juli 1968 i Stockholm, är en svensk professor och präst i Svenska kyrkan. Han är sedan 2023 professor i praktisk teologi vid Enskilda högskolan Stockholm. 
Jonas Ideström disputerade i kyrkovetenskap vid Uppsala universitet 2009 med avhandlingen "Lokal kyrklig identitet: En studie av implicit ecklesiologi med exemplet Svenska kyrkan i Flemingsberg". 
Ideström mottog Flodells forskningspris av Stiftelsen Sverige och Kristen tro 2016.